# 迪基利湾
迪基利湾（土耳其語：Dikili Körfezi）是爱琴海的一个海湾，位于土耳其。海湾以区域中心迪基利命名。海湾的中点位于39°04′56″N 26°48′25″E / 39.08222°N 26.80694°E。海湾主要是在伊兹密尔省，部分在巴勒克埃西尔省，包括 Sarımsaklı 海滩和  艾瓦勒克县的阿尔特诺瓦（Altınova）。海湾的最南端是一个沿海村庄巴德姆利（Bademli）。海湾最北端和最南端之间的距离约为30公里。迪基利湾的北面是埃德雷米特湾，南面是昌达尔勒湾，西面则是希腊的莱斯沃斯岛。 土耳其 D.550沿着迪基利湾海岸线。